# Lessemsauridae
Lessemsauridae ("lessemsauridi") byla čeleď starobylých a vývojově primitivních sauropodních dinosaurů. Zástupci této čeledi žili v období pozdního triasu až rané jury (věk pozdní nor až pliensbach, asi před 215 až 190 miliony let) na území dnešní Argentiny a Jihoafrické republiky. V době jejich existence byla ještě Jižní Amerika a Afrika spojeny v jeden superkontinent (Gondwanu).

## Popis
Jednalo se o vůbec první známé obří dinosaury, jejich délka je odhadována asi na 8 až 10 metrů a hmotnost až na 12 tun. Byli tak zhruba dvojnásobně těžší než jiní dnes známí sauropodomorfové z období přelomu triasu a jury. Rod Ingentia i její příbuzní jsou tak důkazem, že evoluční trend směrem k obřím rozměrům byl nastoupen již v této době. Byli to robustně stavění dlouhokrcí býložravci, žijící zřejmě v malých stádech.
V období triasu byli sauropodomorfové rozšíření zejména na území jihozápadní Gondwany, tedy současné Jižní Ameriky. Nalézáme zde malé archaické formy zhruba do hmotnosti 50 kilogramů, robustnější riojasauridy i první obří formy právě ze skupiny lessemsauridů.

## Zástupci
- Antetonitrus
- Ingentia
- Ledumahadi
- Lessemsaurus